# Brückenkopfatome
Brückenkopfatome (englisch bridgehead atoms) sind in der Chemie – genauer in den Strukturformeln chemischer Verbindungen – vorhandene Atome in größeren Molekülen, z. B. in verbrückten bicyclischen Ringsystemen. Meist sind die Brückenkopfatome Kohlenstoffatome, es gibt aber auch Verbindungen mit zwei Stickstoff-Brückenkopfatomen, beispielsweise Diazabicyclooctan (DABCO). Auch die Trögersche Base enthält zwei Stickstoff-Brückenkopfatome, die zudem Stereozentren darstellen, die nicht invertieren können, da die pyramidale Konfiguration stabil ist.

Norbornan – die beiden blauen Pfeile weisen auf die Brückenkopfatome (Kohlenstoffatome)
Diazabicyclooctan (DABCO) mit den beiden blau markierten Brückenkopfatomen (Stickstoffatome)
Adamantan – die vier blauen Pfeile weisen auf die Brückenkopfatome (Kohlenstoffatome)
Enantiomere der Trögerschen Base mit je zwei blau markierten Brückenkopfatomen (Stickstoffatome)
Twistan – die vier blauen Pfeile weisen auf die Brückenkopfatome (Kohlenstoffatome)
Tetrahedran, C4H4, enthält vier Brückenkopfatome (Kohlenstoffatome)

Adamantan enthält vier Kohlenstoff-Brückenkopfatome, ebenso wie Twistan. Campher und Kokain sind Naturstoffe, die je zwei Kohlenstoff-Brückenkopfatome enthalten.
Oft ist die Ausbildung einer Doppelbindung in einem Molekül unter Beteiligung eines Brückenkopfatoms schwierig, d. h. derartige Cycloalkene sind häufig instabil. Diese Thematik ist Gegenstand der Bredtschen Regel.
Brückenkopf-Kohlenstoffatome finden sich in
- kondensierten oder anellierten polycyclischen Alkanen (einfaches Beispiel: Decalin, in dem sich zwei Cyclohexanringe zwei Kohlenstoffatome miteinander teilen)

oder in
- überbrückten bicyclischen Ringsystemen (einfaches Beispiel: Norbornan).